# 自動灑水系統

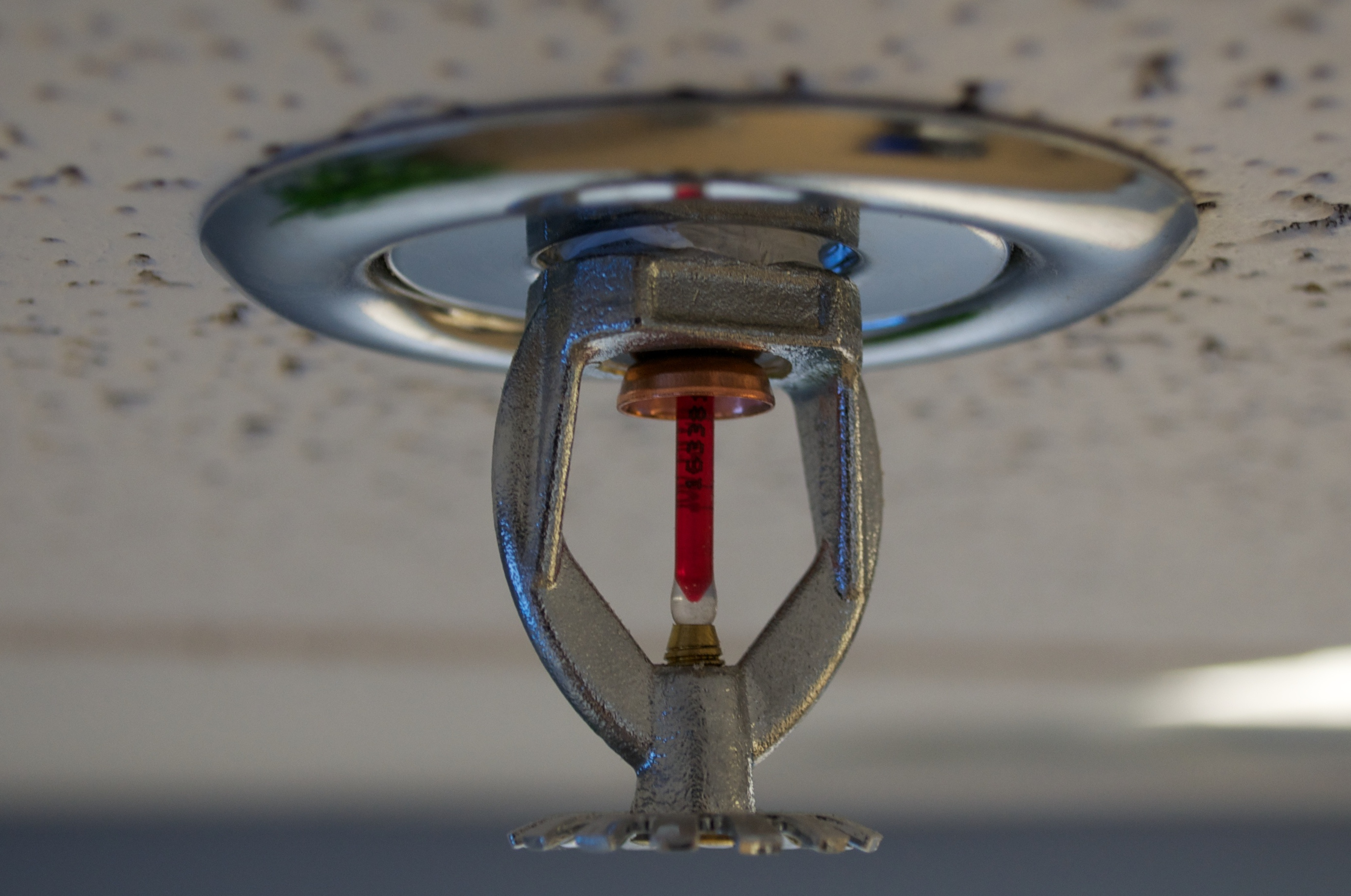
消防噴淋頭

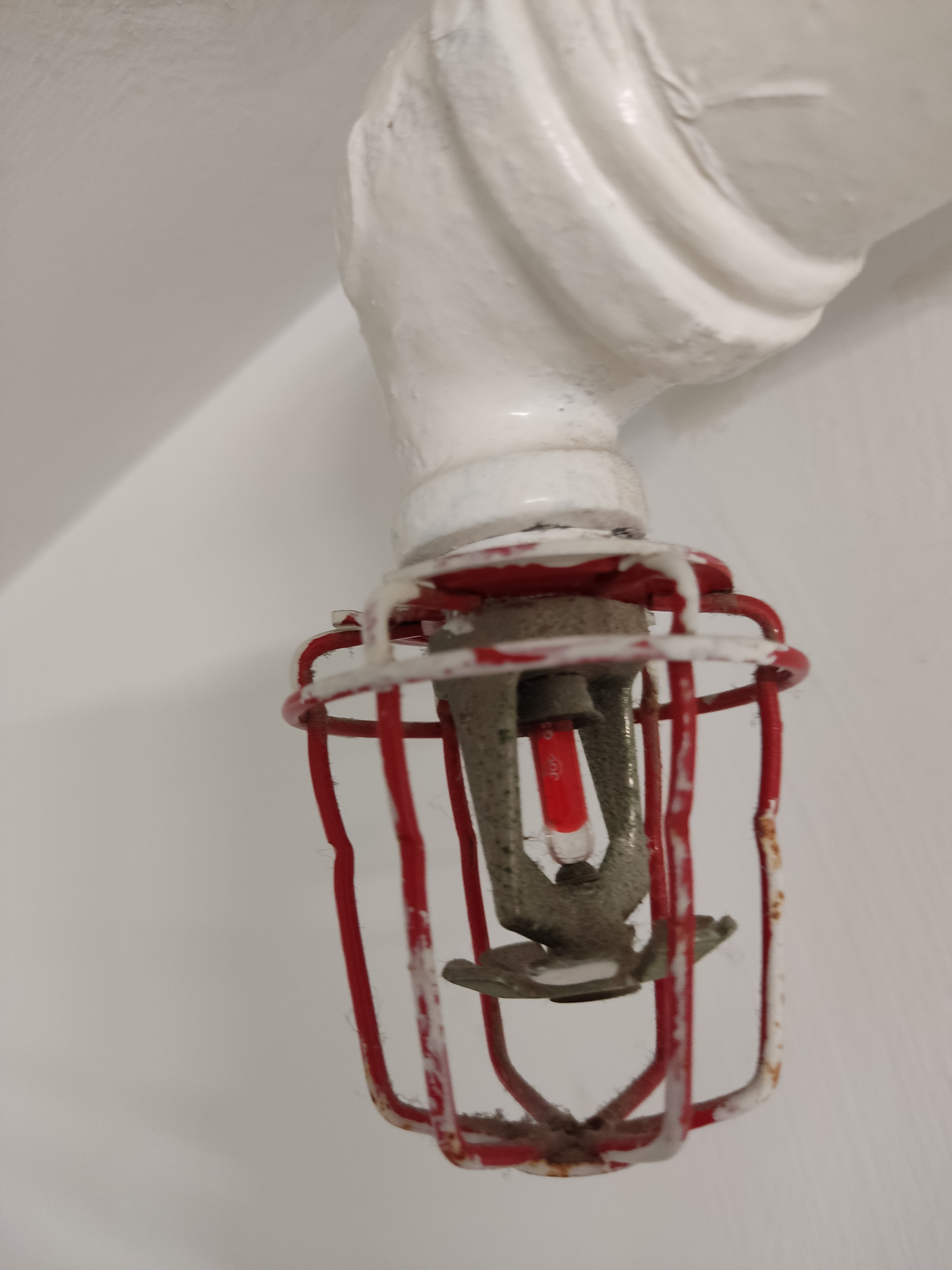
加裝護罩的噴灑頭

自動撒水系統是一種滅火設施，它是一個安裝在室內的滅火水管的出口之自動裝置，一個火警感應器，通常是一個玻璃膽，遇熱則自動破裂，消防花灑頭則會自動撒水以滅火，可阻慢火勢蔓延的速度，增加逃生的機會。

## 参見
- 燃燒鐵三角
- 風險管理
- 防火
- 自動滅火
- 海龍 (化學品)

## 外部連接
维基共享资源上的相關多媒體資源：自動灑水系統